# Сабина фон Золмс-Браунфелс-Грайфщайн
Сабина фон Золмс-Браунфелс-Грайфенщайн (на немски: Sabina Gräfin von Solms-Braunfels-Greifstein; * 9 юли 1606, погребана в Грайфщайн) е графиня от Золмс-Браунфелс в Грайфщайн и чрез женитба фрайин на Цинцендорф-Потендорф-Карлсбах в Австрия.

## Живот
Тя е дъщеря на граф Вилхелм I фон Золмс-Браунфелс-Грайфщайн (1570 – 1635) и съпругата му графиня Мария Амалия фон Насау-Диленбург (1582 – 1636), дъщеря на граф Йохан VI „Стари“ фон Насау-Диленбург (1536 – 1606) и втората му съпруга пфалцграфиня Кунигунда Якобея фон Зимерн (1556 – 1586), дъщеря на курфюрст Фридрих III фон Пфалц (1515 – 1576) и принцеса Мария фон Бранденбург-Кулмбах (1519 – 1567).
Сабина се омъжва на 29 януари 1626 г. в Хунген за фрайхер Георг Хартман фон Цинцендорф-Потендорф-Карлсбах (* 1603; † 24 август 1632, Инголщат).
Нейният син Йохан Фердинанд фон Цинцендорф (1628 – 1686) е издигнат на граф на 16 ноември 1662 г. във Виена.

## Деца
Сабина и Георг Хартман фон Цинцендорф имат двама сина:
- Йохан Фердинанд фон Цинцендорф (* 3 август 1628; † 1686), става граф на 16 ноември 1662 г. във Виена, женен I. 1653 г. за фрайин Евзебия Сабина фон Ауершперг (1628 – 1659), II. за Аурора Елизабет фон Херберщайн, III. за фрайин Ребека Регина Гингер фон и цу Грунпухел и има два сина и една дъщеря
- Йохан Вилхелм фон Цинцендорф, граф, женен I. за Елизабет Катарина фон Гингер, II. за Елеонора фон Курланд